# Mies, Vaud
Mies är en ort och  kommun vid Genèvesjön i distriktet Nyon i kantonen Vaud, Schweiz. Kommunen har 2 200 invånare (2023).